# Svalstjärtsseglare
Svalstjärtsseglare (Panyptila) är ett fågelsläkte i familjen seglare inom ordningen seglar- och kolibrifåglar med två arter:
- Mindre svalstjärtsseglare (P. cayennensis)
- Större svalstjärtsseglare (P. sanctihieronymi)